# Episinus luteolimbatus
Episinus luteolimbatus är en spindelart som först beskrevs av Tamerlan Thorell 1898. Episinus luteolimbatus ingår i släktet Episinus, och familjen klotspindlar.
Artens utbredningsområde är Myanmar. Inga underarter finns listade i Catalogue of Life.